# Theristus otoplanobius
Theristus otoplanobius är en rundmaskart som beskrevs av Gerlach. Theristus otoplanobius ingår i släktet Theristus och familjen Monhysteridae. Arten är reproducerande i Sverige. Inga underarter finns listade i Catalogue of Life.